# Jacquemontia mexicana
Jacquemontia mexicana är en vindeväxtart som först beskrevs av Ludwig Eduard Loesener, och fick sitt nu gällande namn av Standley och Steyerm. Jacquemontia mexicana ingår i släktet Jacquemontia och familjen vindeväxter. Inga underarter finns listade i Catalogue of Life.